# Plaatframe

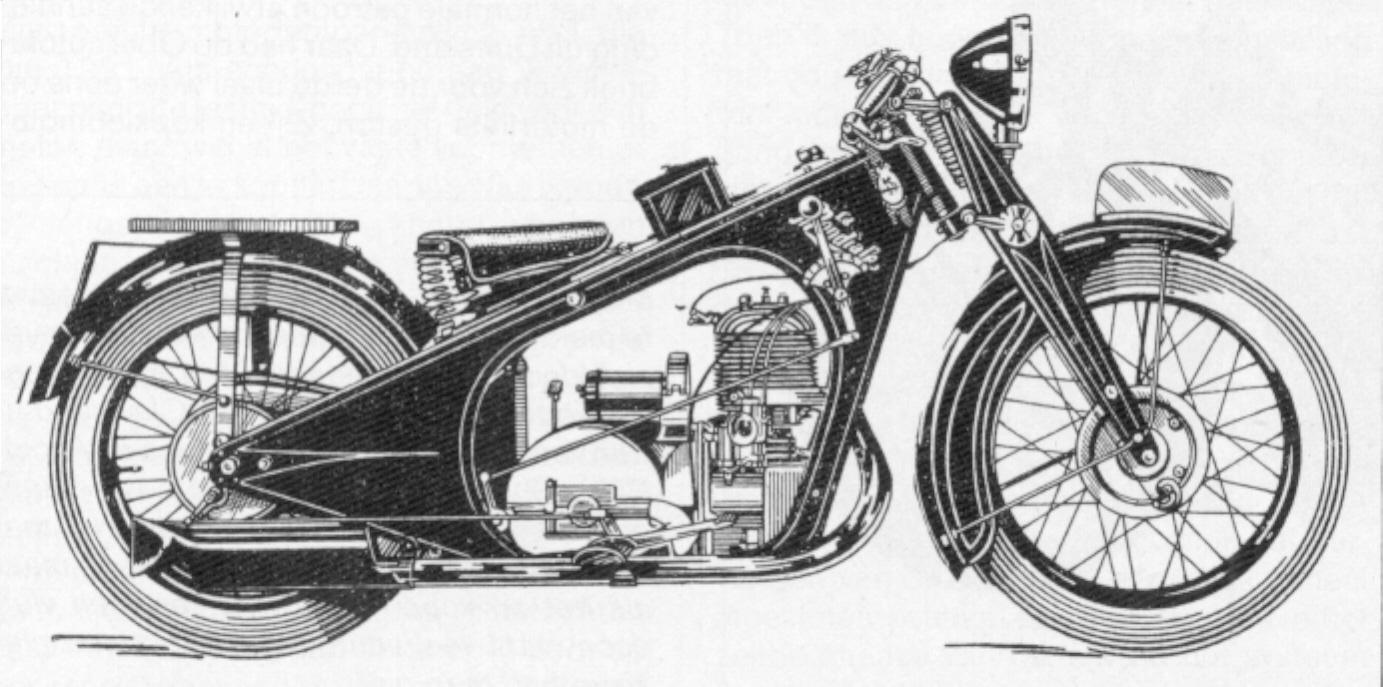
La Mondiale was een van de eerste merken de plaatframes gebruikten. Dit is een 350 cc exemplaar uit 1929

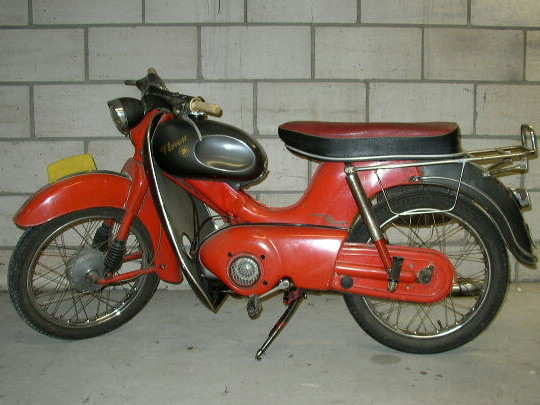
Kreidler-bromfiets voorzien van een plaatframe

Een plaatframe is een motorfietsframe dat is opgebouwd uit geperste staalplaat.
Bij oudere bromfietsen en motoren kwamen plaatframes vrij veel voor, maar tegenwoordig zijn frames in het algemeen opgebouwd uit buis (buisframe) of aluminium kokers (bijvoorbeeld Deltabox).
Achterbrug · Balhoofd · Brugframe · Buisframe · Composietframe · Deltabox · Dubbel wiegframe · Duplex frame · E-box frame · Enkel wiegframe · FAST frame · Featherbed frame · Garden gate frame · Lateral Frame Concept · LCG Twin Tube · Loop Frame · Lowboy frame · MR-Albox · Omega frame · Open frame · Perimeter frame · Pivot frame · Pivotless frame · Plaatframe · Raked frame · Rigid frame · Semi-pivotless frame · Slimline frame · Spaceframe · Springframe · Starframe · Stijf frame · Tankframe · Twin Spar frame · Vakwerkframe · Wiegframe · Zeta frame